# G7
Skupina G7 (svjetski ekonomski vrh) naziv je za savjetodavni forum sedam najznačajnijih industrijskih zemalja svijeta. 
Čine ga predsjednici vlada SAD-a, Kanade, Japana, Njemačke, Italije, Francuske i Ujedinjenog Kraljevstva. Na sastancima sudjeluju i predsjednice ili predsjednici Europske unije te Europskog povjerenstva.
Na konferencijama raspravljaju o svjetskim političkim odnosima, o miru u svijetu, te o globalnim problemima svjetskog gospodarstva kao što su međunarodni dugovi, energetika, zaštita okoliša, međunarodna trgovina oružjem i droge. To je primjer skupine zemalja koje ne čine neku službenu organizaciju, nemaju zajednička tijela ili sjedište. Predsjednici ili ministri tih zemalja povremeno se sastaju kako bi uskladili djelovanje svojih zemalja na polju gospodarstva i međunarodne politike.
Svake godine se vođe zemalja sastaju na nekom mjestu u jednoj zemlji članici. Japan je kao domaćin odredio da 2023. mjesto sastanka bude Hiroshima.
Predsjedništvo skupinom se mijenja svake godine, a trenutačno joj predsjeda japanski premijer Fumio Kishida. 
Trenutačne vođe članica skupine G8 su: kanadski premijer Justin Trudeau, francuski predsjednik Emmanuel Macron, talijanska premijerka Giorgia Meloni, japanski premijer Fumio Kishida, njemački kancelar Olaf Scholz, američki predsjednik Joe Biden, te premijer Ujedinjenog Kraljevstva Rishi Sunak.
Predstavnici Europske unije su Charles Michel i Ursula von der Leyen.

## Zastave članica
- Sjedinjene Američke Države
- Kanada
- Japan
- Ujedinjeno Kraljevstvo
- Francuska
- Njemačka
- Italija
- Europska unija